# Грб Фландрије
Грб Фландрије и грб Фламанске заједнице у Белгији је осиони црни лав наоружан црвеним на златном пољу. Иако је овај грб са лавом у употреби скоро цели један век као симбол фламанског покрета, као званични симбол фламанске заједнице је проглашен тек 1973. године. Тренутно, његова форма и употреба је предмет Уредбе од 7. новембра 1990. године.
Фламански лав потиче са грба грофовије Фландрије. Овај симбол се први пут јавља на печату грофа Филипа од Алзаса, и датира из 1163. године. Као такви он представља најстарији симбол на целом простору некадашње Низоземске. Ипак, гроф Филип није био први из своје породице која је узела симбол лава, за свој симбол.
Када се регион Фландрије потпао под војводство Бургундију 1405. године, фламански лав је уврштен на велики династички грб Бургундије. Са преласком Бургундије под контролу Хабзбурговаца 1482. године, предат им је и грб са сличним садржајем, тако све до 1795. године. Након рата за шпанско наслеђе, фламанском лав такође се јавља и код краљева Шпаније, све до 1931. и на грбовима Бурбонског царства до 1860. године.
У 1816. Фламански лав постао је уврштен на грбовима покрајина Источна Фландрија и Западна Фландрија, које су управљале над већим делом бивше Фландрије.
Насупрот њима, грб Брабанта је имао супротне боје: златни лав на црном пољу.